# Türkmenisztán a 2011-es úszó-világbajnokságon
Türkmenisztán a 2011-es úszó-világbajnokságon három úszóval vett részt.

## Úszás
Férfi
| Versenyző        | Esemény                         | Selejtező | Selejtező | Elődöntő          | Elődöntő          | Döntő             | Döntő             |
| Versenyző        | Esemény                         | Idő       | Helyezés  | Idő               | Helyezés          | Idő               | Helyezés          |
| ---------------- | ------------------------------- | --------- | --------- | ----------------- | ----------------- | ----------------- | ----------------- |
| Sergey Krovyakov | Férfi 50 méteres gyorsúszás     | 25.11     | 65        | Nem jutott tovább | Nem jutott tovább | Nem jutott tovább | Nem jutott tovább |
| Sergey Krovyakov | Férfi 100 méteres gyorsúszás    | 55.99     | 77        | Nem jutott tovább | Nem jutott tovább | Nem jutott tovább | Nem jutott tovább |
| Andrey Molchanov | Férfi 100 méteres mellúszás     | 1:05.39   | 50        | Nem jutott tovább | Nem jutott tovább | Nem jutott tovább | Nem jutott tovább |
| Andrey Molchanov | Férfi 100 méteres pillangóúszás | 1:00.83   | 58        | Nem jutott tovább | Nem jutott tovább | Nem jutott tovább | Nem jutott tovább |

Női
| Versenyző       | Esemény                    | Selejtező | Selejtező | Elődöntő          | Elődöntő          | Döntő             | Döntő             |
| Versenyző       | Esemény                    | Idő       | Helyezés  | Idő               | Helyezés          | Idő               | Helyezés          |
| --------------- | -------------------------- | --------- | --------- | ----------------- | ----------------- | ----------------- | ----------------- |
| Jennet Saryyeva | Női 200 méteres gyorsúszás | 2:41.27   | 49        | nem jutott tovább | nem jutott tovább | nem jutott tovább | nem jutott tovább |
| Jennet Saryyeva | Női 400 méteres gyorsúszás | 5:41.09   | 37        |                   |                   | Nem jutott tovább | Nem jutott tovább |